# Biot (Alpes-Maritimes)
Biot (Occitaans: Biòt) is een stad in het zuiden van Frankrijk. Het ligt op ongeveer een kilometer van de Middellandse Zee. Biot telde op 1 januari 2022 10.196 inwoners.
Het bergstadje is bekend vanwege het aardewerk en de glasblazerij. Er wonen ook nu nog veel kunstenaars. Pablo Picasso zou hier en in Vallauris het vak van glasbewerking en keramiek hebben geleerd.
In de middeleeuwse kerk aan het pleintje, dat aan de zijkanten voorzien is van arcades, een gaanderij met winkels en restaurants, bevinden zich twee retabels uit de School van Nice, een schilderschool uit de 15e en 16e eeuw. Een van deze werken is van Louis Bréa, de bekendste meester uit die school. Aan de achterzijde van de kerk heeft men uitzicht op de Middellandse Zee.
Biot ligt tussen Antibes en Valbonne, dicht bij de vliegveld van Nice. Het ligt ook dicht bij het internationale technologiepark Sophia Antipolis, dat in Valbonne ligt. De verbindingen in de omgeving zijn er goed en er zijn internationale scholen in de omgeving.
In de hoofdstraat staat het beeld L'envol, De vlucht, van de Nederlander Kees Verkade.
Ten zuidoosten van de oude dorpskern bevindt zich in het dal het Nationaal Museum Fernand Léger, dat geheel aan het werk van de schilder en beeldhouwer Fernand Léger is gewijd.

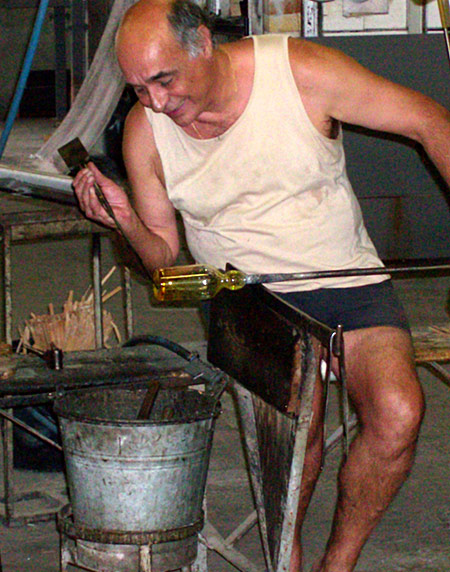
Glasblazer in Biot

## Geografie
De oppervlakte van Biot bedroeg op 1 januari 2022 15,54 vierkante kilometer; de bevolkingsdichtheid was toen 656,1 inwoners per km².
De onderstaande kaart toont de ligging van Biot met de belangrijkste infrastructuur en aangrenzende gemeenten.

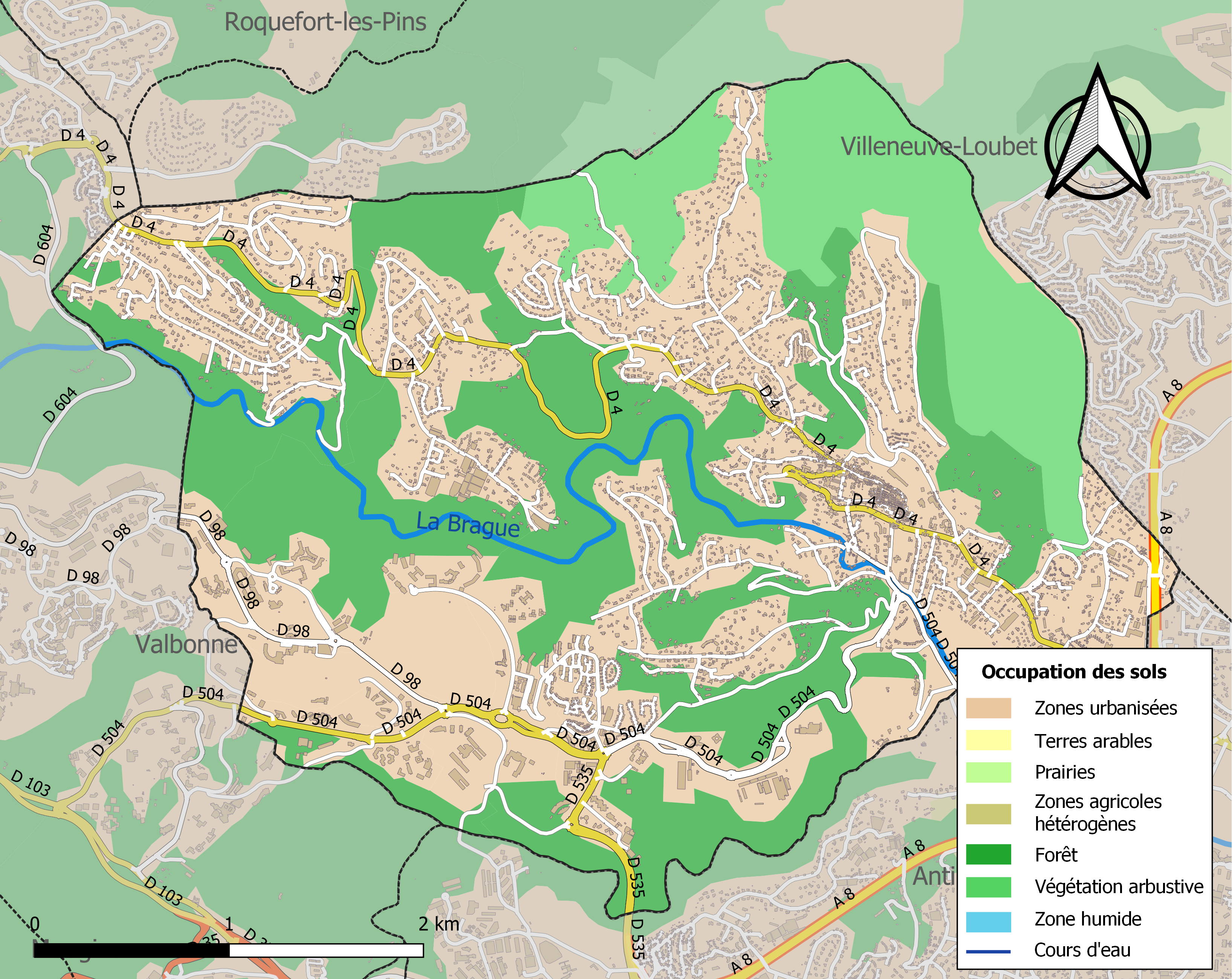

## Demografie
Onderstaande figuur toont het verloop van het inwonertal, bron: INSEE-tellingen. 

Het betreft hier ingeschreven inwoners. Een groot aantal huizen in en om Biot is een tweede woning.
Vanwege een beveiligingsprobleem met de MediaWiki Graph-software is het momenteel niet mogelijk deze grafiek weer te geven. Zodra de software is bijgewerkt zal de grafiek vanzelf weer zichtbaar worden.